# Aeropuerto Internacional de Bălți-Leadoveni
El Aeropuerto Internacional de Bălți-Leadoveni (en rumano: Aeroportul Internațional Bălți, en ruso: Международный Аэропорт Бельцы-Лядовены) (IATA: BZY, OACI: LUBL), también conocido como Leadoveni es el segundo aeropuerto civil internacional de la República de Moldavia y uno de los dos aeropuertos principales de Bălți, que sirve a la ciudad de Bălți y al norte de Moldavia para vuelos civiles de pasajeros y carga, regulares y chárter. El Aeropuerto Internacional de Bălți-Leadoveni se inauguró en 1989 para sustituir al Aeropuerto de la Ciudad de Bălţi, principalmente en rutas internacionales, y facilitar el tráfico aéreo al Aeropuerto Internacional de Chisináu.
El Aeropuerto Internacional de Bălți opera 24 horas al día, 7 días a la semana, durante todo el año y está situado fuera de los límites de la ciudad de Bălți, en Corlăteni, en el distrito de Rîșcani, a unos 15 km al norte del centro de la ciudad de Bălți (a 8 km de la frontera norte del distrito «Dacia», también conocido como «BAM»), con acceso directo a la ruta europea 583/ruta pública exprés M5 y a la ruta republicana R12. La ubicación de la pista del Aeropuerto Internacional de Bălți es la más favorable en relación con los aeropuertos y pistas de aterrizaje de la región (es decir, en relación con el Aeropuerto de Chisinau y la basa aérea militar de Marculești), lo que garantiza el funcionamiento continuo del Aeropuerto Internacional de Bălţi sin los largos cierres que pueden durar varios días en el Aeropuerto de Chisinau y la base aérea militar de Marculești.
Desde su inauguración, el aeropuerto ha servido como centro de operaciones de aviación para la filial moldava de Aeroflot y, más tarde, para Air Moldova, y como base principal de Moldaeroservice. En la historia de la aviación civil de la República de Moldavia, los vuelos regulares con aviones Tupolev Tu-134 sólo han operado desde el Aeropuerto Internacional de Chisinau y el Aeropuerto Internacional de Bălţi. El sustrato de la pista del Aeropuerto Internacional de Bălţi-Leadoveni es la más resistente («A») en comparación con las pistas de los aeropuertos de la región, a saber, los aeropuertos de Chisinau, Cahul, Iași y aeródromo Mărculești.
El aeropuerto está certificado y abierto al tráfico de pasajeros y mercancías desde 1989, cuando entró en funcionamiento la pista de hormigón del nuevo aeropuerto de Bălţi Leadoveni, ofreció vuelos regulares de pasajeros que conectaban Bălţi con 14 ciudades de la antigua URSS, utilizando aviones An-24, Tupolev Tu-134 y Let L-410 Turbolet hasta 1993 En los últimos años, el aeropuerto se ha utilizado principalmente para vuelos nacionales y, ocasionalmente, para vuelos internacionales.
El segundo aeropuerto de Bălţi es el primer aeropuerto histórico de Bălţi con vuelos regulares, el Aeropuerto de la Ciudad de Bălţi, situado en el límite oriental de la zona urbana de Bălţi, cerca del barrio de "Autogara (estación de autobuses)" y utilizado como aeropuerto regional para servicios de salvamento aéreo, agricultura, trabajos de aviación y transporte regional tras la puesta en marcha del Aeropuerto Internacional de Bălţi-Leadoveni en sus últimos años de funcionamiento (finales de los 80).

## Geografía
El aeropuerto internacional Bălți-Leadoveni se sitúa en la parte noroeste, llamada antes distrito de Bălți (Județul Bălți en rumano), que está en Corlăteni hoy, (antes llamado "Leadoveni") en el cantón de Rîşcani.

## Operador
Compañía del estado S.A. "Moldaeroservice", parte del holding S.A nacional. "Moldaeroservice", es el operador del aeropuerto internacional de Bălți-Leadoveni.
Como Moldavia, así como toda la URSS anterior, experimentaba la crisis económica de los años 1990s', la reconstrucción y los planes de modernización del aeropuerto, tan bien como la industria entera de la aviación fue puesta a un lado en Moldavia. Solamente en los últimos años, temprano en los años 2000', era reconstruido Aeropuerto Internacional de Chisináu, con la ayuda del Banco Europeo para la Reconstrucción y el Desarrollo. El Aeropuerto Internacional de Chisináu sigue siendo hasta hoy el único en Moldavia que serven las líneas aéreas regulares tradicionales pasajero y cargo (cerca de 65% exclusivamente por Air Moldova).
El Aeropuerto Internacional de Bălți-Leadoveni es utilizado hoy principalmente por los vuelos irregular pasajero y sobre todo vuelos cargo. Debido a la nueva realidad económica en Moldavia y la gerencia del estado, Bălți-Leadoveni no puede jactarse para ser un aeropuerto ocupado. Hoy no hay conexiones regulares a Bălți-Leadoveni. Entre vuelos raros la pista sirve para los rallys de Moldavia y open air conciertos (por el operador móvil Orange-Moldavia)

## Perspectivas
El nuevo papel de Bălți-Leadoveni podría ser el centro de conexión para las aerolíneas de bajo costo (como: EasyJet, Ryanair, SkyEurope, WizzAir, Virgin) en Moldavia y en la región entera también (Rumania del noreste, Ucrania al sudoeste), como aeropuerto de Chişinău permanece bajo control del estado de la Air Moldavia.